# Renate Schacht
Renate Schacht (* 5. Dezember 1921 in Buer; † 27. November 1974) war eine deutsche Schauspielerin.

## Leben
Nach einer Tätigkeit als Sekretärin nahm sie Schauspielunterricht bei Lilly Ackermann in Berlin. Erste Rollen spielte sie am Theater Plauen und an dem Theater Oberhausen. Von 1947 bis 1948 gehörte sie dem Ensemble des Nationaltheaters in Weimar an. Seit 1948 war sie in Hamburg am Jungen Theater und den Kammerspielen engagiert. 
Renate Schacht wirkte auch in verschiedenen Film- und Fernsehproduktionen mit.
Darunter befanden sich die Spielfilme Zugvögel aus dem Jahr 1947 von Rolf Meyer mit Carl Raddatz, Fritz Wagner und Lotte Koch, 1954 Ein Leben für Do von Gustav Ucicky mit Hans Söhnker, Charles Regnier und Paola Loew, Nasser Asphalt von Frank Wisbar mit Horst Buchholz, Martin Held, Maria Perschy und Gert Fröbe aus dem Jahr 1958 und 1963 Moral 63 unter der Regie von Rolf Thiele mit Nadja Tiller, Mario Adorf und Charles Regnier. In der Fernsehserie Alle meine Tiere war sie unter der Regie von Otto Meyer mit Gustav Knuth, Tilly Lauenstein, Volker Lechtenbrink und Sabine Sinjen zu sehen.
Renate Schacht war mit dem Unternehmer Helmut Ritter verheiratet und lebte in Soltau.

## Filmografie (Auswahl)
- 1947: Zugvögel
- 1949: Schicksal aus zweiter Hand
- 1950: Die steinerne Göttin
- 1954: Ein Leben für Do
- 1955: Suchkind 312
- 1958: Nasser Asphalt
- 1961: Das Wunder des Malachias
- 1962: Die Glocken von London (Fernsehfilm)
- 1963: Alle meine Tiere (Fernsehserie)
- 1963: Moral 63
- 1964: Sechs Stunden Angst (Fernsehfilm)